# A Winter’s Tale
 Az A Winter’s Tale a tizedik dal a brit Queen rockegyüttes 1995-ös Made in Heaven albumáról. A szerzője nagyrészt Freddie Mercury énekes volt (ez volt az utolsó dal, amelyet megírt), de szokás szerint Queen szerzeményként jelölték.
Az együttes utolsó albuma, az Innuendo felvételei alatt Mercury már komolyan beteg volt, és egyre nagyobb megerőltetést jelentett neki a munka. A nyüzsgő Londonból a nyugodt svájci városba,  Montreux-ba költözött, ahol házat is vett magának. Feltett szándéka volt, hogy addig dolgozik, amíg az erejéből telik, és azt tervezte, hogy az általa felénekelt dalokat később majd az együttes többi tagja fejezi be. Az „A Winter’s Tale” szövegét 1990 telén a Genfi-tó partján fekvő háza küszöbén ülve írta meg.
Mercury egymaga komponálta hozzá a zenét zongorán, és ezt a zongorás-énekes változatot fel is vették egy az egyben. Szokatlan volt ez a zenekartól, mert általában külön-külön rögzítették a dalok minden egyes elemét, de ezúttal az idő sürgetése miatt el kellett térniük a régi módszerüktől. Az együttes túlélő tagjai 1993 és 1995 között véglegesítették, a Made in Heaven többi dalával együtt.
A dal hangulata és szövege a karácsonyt idézi fel. Nem véletlen, 1995. december 20-án, az ünnepek előtt jelent meg kislemezen, az együttes egyik régebbi, ugyancsak ünnepi témájú dalával, a „Thank God It’s Christmas”-szel. A hatodik helyet érte el az angol slágerlistán. David Sinclair a Q magazinban azt írta róla: „rövid összefoglalója az karácsonyi üdvözlőlapokon található szövegnek.” A kritikus szerint Mercury állapotába belegondolva nagyon megindítónak tarthatják a rajongók, valójában azonban gyenge munka.
Két videóklip is készült hozzá. Az egyiket a DoRo rendezőpáros készítette el, speciális effektusként a szöveget Mercury kézírásával feliratozták a képernyőn. A másikat Chris Rodley rendezte, kifejezetten a Made in Heaven: The Films kiadványhoz. Ez a változat kevésbé kreatív, nagyrészt természeti fotókat ismételget.

## Közreműködők
- Ének: Freddie Mercury
- Háttérvokál: Brian May, Roger Taylor

Hangszerek:
- Freddie Mercury: szintetizátor
- Brian May: elektromos gitár
- John Deacon: basszusgitár
- Roger Taylor: dob

## Helyezések és kiadás
| \| Év \| Lista \| Helyezés \| \| ---- \| ----------------------- \| -------- \| \| 1995 \| Brit kislemezlista[5] \| 6 \| \| 1995 \| Ausztria Top 40 \| 23 \| \| 1995 \| Belgium Ultratop[6] \| 33 \| \| 1995 \| Hollandia MegaCharts[6] \| 16 \| \| 1995 \| Ír slágerlista[7] \| 13 \| \| 1995 \| Német slágerlista[6] \| 52 \| \| 1995 \| Svájci slágerlista[6] \| 13 \| | CD kislemez 1. A Winter's Tale – 3:49 2. Now I’m Here – 4:10 3. You’re My Best Friend – 2:52 4. Somebody to Love – 4:53 CD kislemez 1. A Winter's Tale – 3:49 2. Thank God It’s Christmas – 4:19 3. Rock in Rio Blues – 4:34 |          |
| Év | Lista | Helyezés |
| 1995 | Brit kislemezlista | 6        |
| 1995 | Ausztria Top 40 | 23       |
| 1995 | Belgium Ultratop | 33       |
| 1995 | Hollandia MegaCharts | 16       |
| 1995 | Ír slágerlista | 13       |
| 1995 | Német slágerlista | 52       |
| 1995 | Svájci slágerlista | 13       |